# Stanislaus Loh
Stanislaus Loh SCJ (* 25. Februar 1879 in Nordhorn; † 20. März 1941 in Düsseldorf) war ein deutscher römisch-katholischer Geistlicher, Herz-Jesu-Priester und Märtyrer.

## Leben
Franz Bernhard Loh trat als gelernter Schuhmacher in das Dominikanerkloster Venlo ein. Um Priester werden zu können, wechselte er 1907 in das Missionshaus der Dehonianer (Herz-Jesu-Priester) in Sittard und legte am 25. September 1908 die ersten Gelübde ab. Sein Ordensname war Stanislaus (nach: Stanislaus von Krakau). Er studierte in Luxemburg und wurde dort am 25. Juli 1913 zum Priester geweiht.
Von 1913 bis 1919 wirkte er im Arbeiterviertel Wien-Ottakring an der Heilig-Geist-Kirche, vorübergehend auch als Sanitäter im Ersten Weltkrieg. Ab 1919 leitete er das Missionshaus in Sittard und gründete von dort aus das Kloster Handrup (bei Lingen), das er von 1922 bis 1930 leitete. Er baute eine Schule (heute: Gymnasium Leoninum) und die  Pfarr- und Klosterkirche. 1930 ging er zurück nach Sittard und wurde 1932 zum Provinzial der Deutschen Ordensprovinz der Dehonianer ernannt.
Im April 1936 kam es in Krefeld zu einem Prozess gegen die Deutsche Ordensprovinz, der Devisenvergehen angelastet wurden. Loh wurde in Abwesenheit zu 3 ½ Jahren Zuchthaus, vierjährigem Ehrverlust und 80.000 Reichsmark Strafe verurteilt. Er lebte in der Folge im Kloster Fünfbrunnen im Norden von Luxemburg. Bei Ausbruch des Krieges verzichtete er auf das ihm empfohlene Exil in den Vereinigten Staaten, versteckte sich in einem Nonnenkloster und wurde dort am 10. Dezember 1940 entdeckt und verhaftet. Über die Strafanstalt Rheinbach kam er in das Gefängnis  Ulmer Höh’ in Düsseldorf-Derendorf. Dort starb er am 20. März 1941 und wurde auf dem Südfriedhof Düsseldorf begraben. Das Urteil gegen ihn wurde am 18. Mai 1961 aufgehoben.
Zum 12. November 2003 veranlasste das Kloster in Handrup die Umbettung Lohs von Düsseldorf auf den Klosterfriedhof im emsländischen Handrup. Der Gründer des Klosters und erste Rektor der Schule kehrte auf diesem Weg an eine entscheidende Etappe seines Lebensweges zurück. Die Umbettung war begleitet von vielfältigen pädagogischen Initiativen, die die Schüler an Lohs Biografie und an eine Auseinandersetzung mit der Ideologie der NS-Zeit heranführten.

## Gedenken
Die deutsche Römisch-katholische Kirche hat Stanislaus Loh als Märtyrer aus der Zeit des Nationalsozialismus in das deutsche Martyrologium des 20. Jahrhunderts aufgenommen.